# Waterpolo op de Europese Spelen 2015 - Mannen
Het waterpolo mannen tijdens de Europese Spelen 2015 in Bakoe, Azerbeidzjan van 12 tot en met 21 juni is een van de onderdelen van het evenement waterpolo. 

## Kwalificatie
| Wijze van kwalificatie                              | Landen                                                    |
| --------------------------------------------------- | --------------------------------------------------------- |
| Gastland                                            | Azerbeidzjan                                              |
| Europees kampioenschap waterpolo voor junioren 2013 | Montenegro Servië Italië Hongarije Kroatië Rusland Spanje |
| Kwalificatie Europese Spelen 2015 A                 | Griekenland Oekraïne                                      |
| Kwalificatie Europese Spelen 2015 B                 | Slovenië Turkije                                          |
| Kwalificatie Europese Spelen 2015 C                 | Frankrijk Roemenië                                        |
| Kwalificatie Europese Spelen 2015 D                 | Duitsland Malta                                           |
| Totaal                                              | 16                                                        |

## Voorrondes

### Pool A
| Pos | Team      | Gsp | W | V | G | DV | DT | DS  | PT | Opmerking |
| --- | --------- | --- | - | - | - | -- | -- | --- | -- | --------- |
| 1.  | Rusland   | 1   | 1 | 0 | 0 | 20 | 7  | 13  | 3  |           |
| 2.  | Italië    | 1   | 1 | 0 | 0 | 12 | 5  | 7   | 3  |           |
| 3.  | Frankrijk | 1   | 0 | 0 | 1 | 5  | 12 | -7  | 0  |           |
| 4.  | Oekraïne  | 1   | 0 | 0 | 1 | 7  | 20 | -13 | 0  |           |

| Datum   | Uur       | Land    | Land      | Uitslag | Periode              |
| ------- | --------- | ------- | --------- | ------- | -------------------- |
| 13 juni | 15:00 uur | Rusland | Oekraïne  | 20 - 7  | (5-0, 2-2, 6-3, 7-2) |
| 13 juni | 16:45 uur | Italië  | Frankrijk | 12 - 5  | (4-3, 1-1, 1-0, 6-1) |

### Pool B
| Pos | Team         | Gsp | W | V | G | DV | DT | DS | Opmerking                       |
| --- | ------------ | --- | - | - | - | -- | -- | -- | ------------------------------- |
| 1.  | Azerbeidzjan |     |   |   |   |    |    |    | Gekwalificeerd voor eindronde   |
| 2.  | Duitsland    |     |   |   |   |    |    |    | Gekwalificeerd voor de play-off |
| 3.  | Hongarije    |     |   |   |   |    |    |    | Gekwalificeerd voor de play-off |
| 4.  | Roemenië     |     |   |   |   |    |    |    | Afgevallen                      |

### Pool C
| Pos | Team        | Gsp | W | V | G | DV | DT | DS | Opmerking                       |
| --- | ----------- | --- | - | - | - | -- | -- | -- | ------------------------------- |
| 1.  | Kroatië     |     |   |   |   |    |    |    | Gekwalificeerd voor eindronde   |
| 2.  | Griekenland |     |   |   |   |    |    |    | Gekwalificeerd voor de play-off |
| 3.  | Montenegro  |     |   |   |   |    |    |    | Gekwalificeerd voor de play-off |
| 4.  | Turkije     |     |   |   |   |    |    |    | Afgevallen                      |

### Pool D
| Pos | Team     | Gsp | W | V | G | DV | DT | DS | Opmerking                       |
| --- | -------- | --- | - | - | - | -- | -- | -- | ------------------------------- |
| 1.  | Malta    |     |   |   |   |    |    |    | Gekwalificeerd voor eindronde   |
| 2.  | Servië   |     |   |   |   |    |    |    | Gekwalificeerd voor de play-off |
| 3.  | Slovenië |     |   |   |   |    |    |    | Gekwalificeerd voor de play-off |
| 4.  | Spanje   |     |   |   |   |    |    |    | Afgevallen                      |